# 12464 Manhattan
12464 Manhattan è un asteroide della fascia principale. Scoperto nel 1997, presenta un'orbita caratterizzata da un semiasse maggiore pari a 2,2954256 UA e da un'eccentricità di 0,0585605, inclinata di 7,35318° rispetto all'eclittica.